# Scopula albidulata
Scopula albidulata är en fjärilsart som beskrevs av W. Warren 1897. Scopula albidulata ingår i släktet Scopula och familjen mätare. Inga underarter finns listade.